# チュンチュンワールド
「チュンチュンワールド」は、NHKの『みんなのうた』で放送された曲。以下の2つのバージョンが存在する。いずれも作詞：森有栖香、作曲・編曲：赤坂東児。歌：大和田りつこ、岡崎裕美、こどもコーラス元気組。

## チュンチュンワールド〜おげんきたいそう〜
1994年8月 - 9月に放送された楽曲で、スズメをテーマにした児童向け体操。ミュージックビデオはアニメパートと実写パートの両方が存在する。
アニメパートは、当時CD-ROMのアニメーション作品を制作していたイラストレーターの佐野元とC2（春名務と小山直によるユニット）によるスズメのキャラクターが曲に合わせて行進するほか、同作者が1993年に発表した「CHUN-CHUN WORLD」のデジタルアニメーションを一部流用している。
実写パートでは、「体操のお兄さん」的な役として池谷幸雄、また芸人の今田耕司と東野幸治がスズメの着ぐるみ姿で出演している。なお池谷・今田・東野の『みんなのうた』出演は、2022年1月現在これが唯一。
『みんなのうた』での放送後、大きな反響があった曲の一つである。
放送時間は3分30秒と、「5分曲」を登場させる1997年より前の作品では珍しい長丁場。このため再放送を含めて当時は、放送時間が極めて短い『また明日』（歌：ハーフムーン）と一緒に放送していた。

## チュンチュンワールド〜マジックカーニバル〜
前作から1年後の1995年8月 - 9月に放送された、「チュンチュンワールド」のシリーズ第2弾。今作のミュージックビデオは前作の様な実写パートは存在せず、池谷・今田・東野も登場しない。佐野元は多忙のためキャラクター原案としてクレジットされ、アニメーションは常連の小堤一明が担当した。
前作とは一部の歌詞が異なる。また放送時間は通常放送と同じ2分10秒。
キャラクター原案の佐野元は後に自身のブログで番組側が第2弾の制作に佐野の許可なしで決定したこと、翌年の1996年には第3弾として「チュンチュンワールド」の盆踊りを番組側が勝手に企画したことに対し制作中止を求めたことを語っている。
佐野元は2022年2月に死去、本作が最後の出演となった。